# マキタ研究所
『マキタ研究所』（マキタけんきゅうじょ）は、フジテレビオンデマンド (FOD) で2017年3月から配信されているFODオリジナルのバラエティ番組。

## 概要
世の中の気になるテーマについて徹底的に研究し、新たな価値を提示しようというのが「マキタ研究所」のコンセプト。マキタやファラオのほか、2人と同じオフィス北野所属のマッハスピード豪速球・ガン太ら若手も出演。
同年4月7日より地上波でも深夜帯にて放送。

## 出演者
- 研究所所長：マキタスポーツ
- 副所長：平井“ファラオ”光（馬鹿よ貴方は）
- ほか

## 配信日程
| #  | 配信開始日    | 研究テーマ           | 出演 |
| -- | ------------- | -------------------- | --- |
| 1. | 2017年3月31日 | カレー               | ガン太（マッハスピード豪速球）／みんなの山下（昨日のカレーを温めて） 藤井21／セクシーJ／広田康人（シルキーライン）／小林すっとこどっこい（がじゅまる） |
| 2. | 3月31日       | おば写               | ガン太（マッハスピード豪速球）／みんなの山下（昨日のカレーを温めて） 藤井21／セクシーJ／広田康人（シルキーライン）／小林すっとこどっこい（がじゅまる） |
| 3. | 7月10日       | 官能小説             | 小林すっとこどっこい（がじゅまる）／坂巻裕哉（マッハスピード豪速球）／セクシーJ                                                                        |
| 4. | 8月14日       | オリジナルゲーム     | みんなのおさむ（昨日のカレーを温めて）／ガン太（マッハスピード豪速球） 広田康人（シルキーライン）                                                      |
| 5. | 2018年2月3日  | 顔芸                 | みんなのおさむ（昨日のカレーを温めて）／ガン太（マッハスピード豪速球） 服部拓也（シルキーライン）                                                      |
| 6. | 2月22日       | 人生ゲーム           | スーミーマン（がじゅまる）／小林すっとこどっこい（がじゅまる）／セクシーJ                                                                              |
| 7. | 3月31日       | 若手芸人             | スーミーマン（がじゅまる）／広田康人（シルキーライン）／ セクシーJ／篠宮暁（オジンオズボーン）／小野島徹／平岡佐智男（コーヒールンバ）                 |
| 8. | 3月31日       | テレビに出られる方法 | シルキーライン／がじゅまる、にほんしゅ |

## スタッフ
- 企画：下川猛
- 構成：宇野コーヘー
- プロデューサー：柳橋弘紀
- 演出：田中義巳
- 制作著作：フジテレビ